# 헤럴드 T. 샤피로

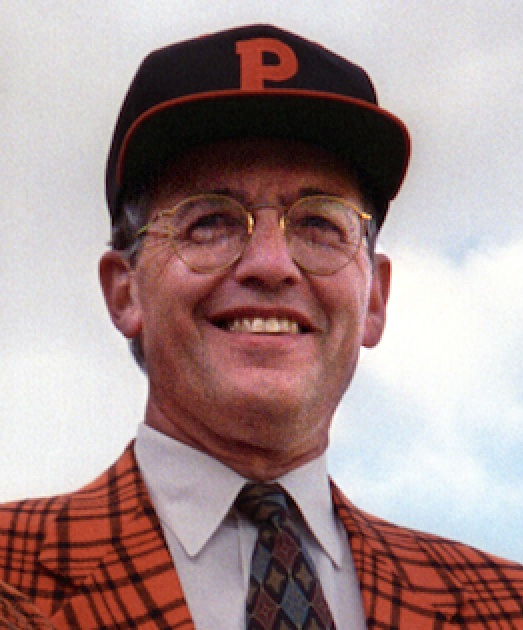

헤럴드 T. 샤피로(영어: Harold Tafler Shapiro , 1935년 6월 8일 ~ )는 캐나다 출신의 미국의 경제학자로 현재 프린스턴 대학교 우드로 윌슨 공공국제정책대학원(Woodrow Wilson School of Public and International Affairs)의 교수이다. 1980년부터 1988년까지 미시간 대학교 총장을 역임했으며, 1988년부터 2001년까지는 프린스턴 대학교의 총장을 역임했다.